# Macrocentrus nocarus
Macrocentrus nocarus är en stekelart som beskrevs av Elbert Halvor Ahlstrom 2005. Macrocentrus nocarus ingår i släktet Macrocentrus och familjen bracksteklar. Inga underarter finns listade i Catalogue of Life.